# История евреев в США
История евреев в Соединённых Штатах Америки — до 1830-х годов еврейская община Чарльстона (Южная Каролина) была самой многочисленной в Северной Америке. В конце XVIII и начале XIX веков многие еврейские иммигранты покинули свои страны и стали частью общего иммиграционного движения. К примеру, большая часть немецких евреев, прибыв в середине XIX века, открыли магазины одежды в различных городах страны и активно участвовали в банковском деле Нью-Йорка. Иммиграция восточных, говорящих на идиш, евреев-ашкенази в 1880—1914 годах привнесла свои традиционные элементы в жизнь Нью-Йорка. Они были консервативны и религиозны. Прибыв в Америку, иммигранты основали сионистское движение в Соединённых Штатах, были активными сторонниками Социалистической партии и выступали за усиление роли профсоюзов.
Беженцы прибывали из Европы во время и после Второй мировой войны, а начиная с 1970 года — из Советского Союза. В политике американские евреи были особенно активны как часть либеральной коалиции «Нового курса» Демократической партии с 1930-х годов, хотя в последние десятилетия стали более консервативны, заняв позицию ортодоксов и встав на сторону республиканцев. Большая часть иммигрантов приезжает с высшим образованием, им свойствен высокий уровень социальной мобильности. Еврейские общины в небольших городах сократились, поскольку население сосредоточено в крупных городах и пригородах.
В 1940-е годы евреи составляли 3,7 % населения страны. По состоянию на 2012 год в Америке было примерно 6,5 млн евреев, что составляет 2 % населения страны. В результате уменьшения размеров семьи и увеличения межконфессиональных браков, в которых не соблюдаются традиции вероисповеданий, количество евреев сокращается. Наиболее крупные места компактного проживания — территории с пригородами Нью-Йорка (2,1 миллиона в 2000 году), Лос-Анджелеса (668 000), Майами (331 000), Филадельфии (285 000), Чикаго (265 000) и Бостона (254 000).

## Еврейская иммиграция
Еврейское население США состоит из нескольких волн иммиграции, каждая из которых представляет одну из многочисленных диаспор Европы. Первоначально эмиграция притягивала предпринимателей большими возможностями, которые сулила всем Америка, позже она стала убежищем от усиливающегося европейского антисемитизма. Мало кто возвращался в Европу, хотя преданные сторонники сионизма совершали впоследствии алию в Израиль.
Америка в качестве «плавильного котла» для многих культур привлекала к себе людей и привела к новой общности в области культуры и политических ценностей. Открытость этой культуры позволила многим меньшинствам, и в том числе евреям, процветать в христианской и преимущественно протестантской Америке. Антисемитизм в Соединённых Штатах всегда был менее распространен, чем в других исторических районах проживания еврейского населения, будь то в христианской Европе или в мусульманских странах Ближнего Востока.
Начав с 1000—2000 еврейских жителей в 1790 году, в основном голландских сефардов, евреев из Англии и британских подданных, американская еврейская община выросла до 15 000 в 1840 и приблизительно до 250 000 к 1880 году. Большая часть еврейских иммигрантов в США в середине XIX века были ашкеназы, которые являлись выходцами из немецкоязычных государств. Они изначально говорили по-немецки и легко влились в более крупную коренную немецкую группу населения, селились по всей стране, ассимилируясь со своими новыми соотечественниками. Евреи обычно занимались торговлей, производством галантерейных товаров (главным образом, одежды), открывали магазины во многих городах страны.
Между 1880 годом и началом Первой мировой войны в 1914 году около 2 млн говорящих на идиш евреев-ашкенази иммигрировали из диаспор Восточной Европы, где повторяющиеся погромы делали их жизнь тяжелой и ненадежной. Это были выходцы из еврейских диаспор России (современные Польша, Литва, Белоруссия, Украина и Молдавия), в которой существовала осложняющая жизнь черта оседлости. Группа, покинувшая контролируемые Россией части Польши, переместилась в Нью-Йорке, создала там швейную промышленность, которая снабжала галантерейные магазины по всей стране. Они стали активными участниками профсоюзов. Евреи эмигрировали вместе с коренными восточными и южно-европейскими иммигрантами, которые отличались от исторически сложившегося американца, прибывшего когда-то из Северной и Западной Европы. Между 1880 и 1920 годами количество евреев среди новых иммигрантов значительно выросло и вместо пяти процентов достигло 50 % от общего числа европейских иммигрантов. Это вызвало некоторый страх перед возможными изменениями настроений в стране. Закон о чрезвычайной квоте 1921 года установил иммиграционные ограничения специально для определённых групп, а Закон об иммиграции 1924 года ещё более ужесточил возможности иммиграции. После наступления Великой депрессии, несмотря на ухудшение условий жизни евреев в Европе и подъём нацистской Германии, эти квоты остались прежними. Незначительные изменения произошли в период принятия Закона об иммиграции и гражданстве в 1965 году.
Евреи быстро создали сети поддержки иммигрантов, состоящие из множества небольших синагог и отдельных евреев ашкенази Landsmannschaften (нем. для «территориальных объединений»), помогающих евреям из определённого города или деревни.
Лидеры призывали к ассимиляции и интеграции евреев в более широкую американскую культуру, и они быстро стали частью американского народа. Во время Второй мировой войны 500 000 американских евреев, около половины всех евреев мужского пола в возрасте от 18 до 50 лет, были зачислены на службу, и после войны еврейские семьи присоединились к новой тенденции субурбанизации — росту и развитию пригородных зон крупных городов, поскольку они стали богаче и более мобильны. Еврейская община распространилась и стала частью крупных городов, особенно Лос-Анджелеса и Майами. Молодые люди, учась в светских вузах и колледжах, встречались с неевреями, смешанные браки стали составлять почти 50 %. Посещение синагог, однако, значительно выросло — с 20 % еврейского населения в 1930 году до 60 % в 1960 году.
Иммиграционные ограничения усилились в период Холокоста, который к 1945 году уничтожил большую часть европейской еврейской общины; они также послужили основой для создания и укрепления в Соединённых Штатах крупнейшей еврейской диаспоры в мире. В 1900 году было 1,5 миллиона американских евреев, а в 2005 году их насчитывалось 5,3 млн.
Религиозные взгляды американских евреев очень неоднородны. Наиболее распространены идеи консервативного иудаизма, возникшего в Америке, реформистского иудаизма, основанного в Германии и получившего популярность среди американских евреев. Тем не менее примерно 25 % американских евреев не связывают себя ни с одним из существующих еврейских богословских течений.

## Колониальный период

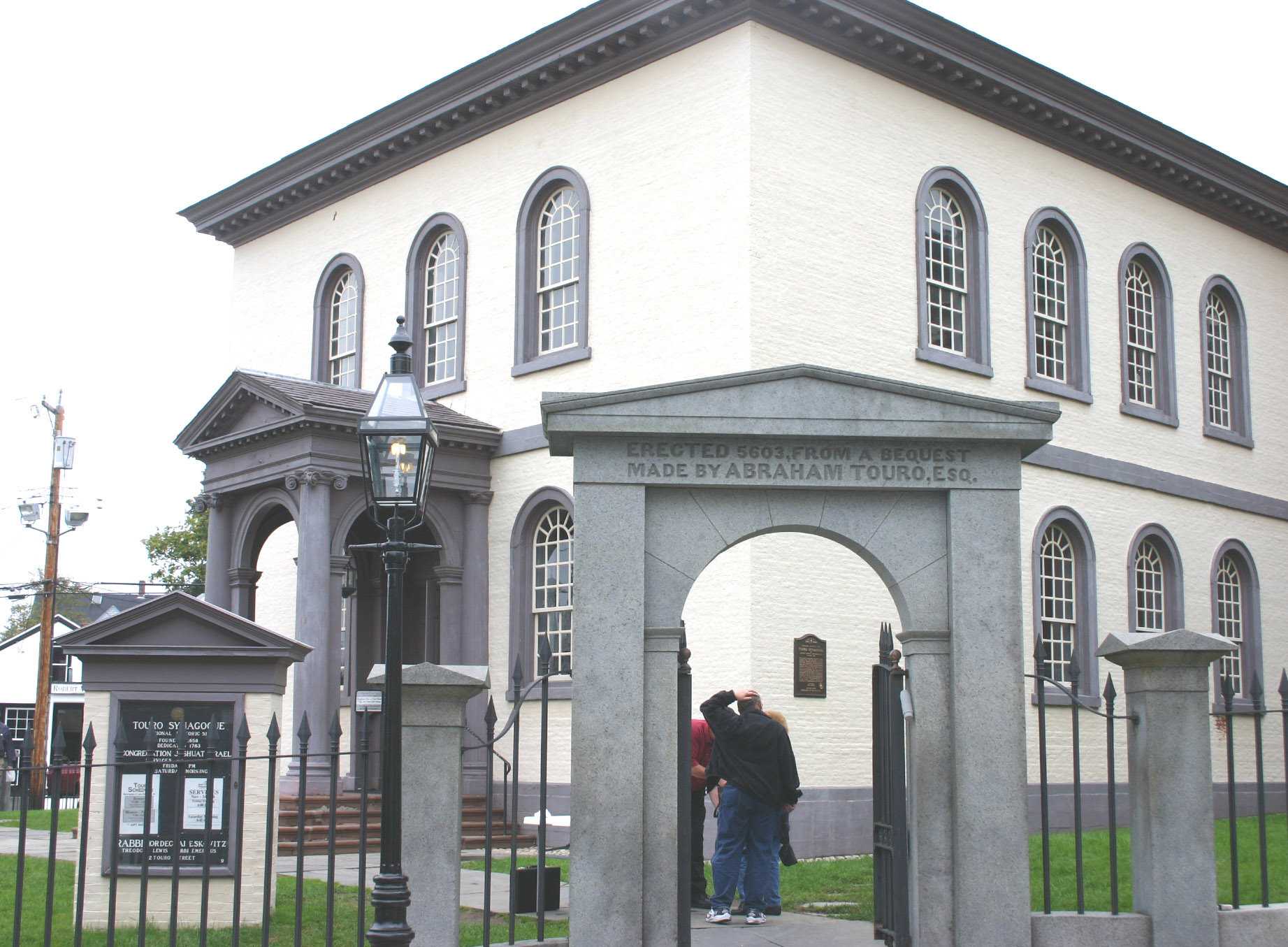
Синагога Туро в Ньюпорте, штат Род-Айленд, старейшая в США

Первая синагога в стране была построена в 1759 году в Ньюпорте, штат Род-Айленд, и является самой старой из сохранившихся синагог США.
Первым человеком еврейского происхождения, ступившим на американскую землю, был Джоахим Ганс в 1584 году. Элиас Легард (так называемый Легардо) происходил из сефардских евреев, прибыл из Лангедока (Франция) в штат Вирджиния в 1621 г. По мнению Леона Хунера, Элиас был нанят для работы в колонии. Он должен был учить людей выращивать виноград для изготовления вин. Элиас Легард работал у Антони Боналла — производителя шелка во Франции. В 1628 году Элиас арендовал 100 акров (40 га) на западной стороне Ручья Харриса в Элизабет-Сити.
Еврейский купец Соломон Франко прибыл в Бостон в 1649 году. Впоследствии получил стипендию от пуритан с условием, что он должен вернуться в Голландию. 22 августа 1654 года в Новый Амстердам прибыл Яаков Барсимсон с целью подготовить переезд евреев из Голландской Бразилии в Новый Амстердам. В сентябре 1654 года, перед Новым годом по еврейскому календарю, двадцать три еврея из сефардской общины в Нидерландах покинули Ресифи (Бразилия), в тот период голландскую колонию и переехали в Нью-Амстердам (Нью-Йорк). Губернатор Питер Стёйвесант пытался возвеличить Голландскую реформаторскую церковь, предвзято относясь к другим религиям, но религиозный плюрализм уже стал традицией в Нидерландах, и его начальство в голландской Вест-Индской компании в Амстердаме не поддержало губернатора.
Религиозная терпимость была установлена и в других колониях; в Южной Каролине, к примеру, первоначально управляли, согласно тщательно продуманному уставу, составленному в 1669 году английским философом Джоном Локком. Устав предоставлял свободу совести для всех поселенцев — «евреев, язычников и раскольников». В результате Чарльстон (Южная Каролина) стал городом с наиболее длинной историей сефардской общины и насчитывал в 1816 году более 600 человек (в тот период это было самое многочисленное еврейское население города в Соединённых Штатах) Сефардские голландские евреи были также среди первых поселенцев Ньюпорта (место, где расположено старейшее здание синагоги в стране), Саванны, Филадельфии и Балтимора. В Нью-Йорке первое религиозное объединение появилось в 1687 году, первая синагога была возведена в 1728 году. Некоторые оригинальные части здания сохранились до сих пор.
В 1740 году парламент в целях упорядочения и поощрения иммиграции принял Закон о плантации. Закон, в частности, разрешил евреям и другим людям, считающимся нонконформистами, укореняться в американских колониях. К началу американской революции еврейское население в Америке оставалось по-прежнему небольшим — от 1000 до 2000, при общей цифре колониального населения около 2,5 млн.

## Революционный период
К 1776 году (начало Войны за независимость) около 2000 евреев жили в Америке, большинство из них — сефарды испанского и португальского происхождения. Они сыграли большую роль в борьбе за независимость, прежде всего с англичанами. Фрэнсис Сальвадор стал первым евреем, погибшим в ходе войны. Необходимо отметить и определённую роль евреев в финансировании революции. Один из главных финансистов — Хаим Соломон. Самым высокопоставленным чиновником еврейской национальности в колониальных силах был полковник Мордехай Шефтол. Другие, такие как Дэвид Солсбери Фрэнкс, несмотря на верную службу как в Континентальной армии, так и в американском дипломатическом корпусе, пострадали, так как исполняли обязанности адъютантов генерала — предателя Бенедикта Арнольда.
Президент Джордж Вашингтон вспомнил о вкладе евреев в дело общей борьбы, когда писал, обращаясь к сефардской общине Нью-Порта, Род-Айленд, в письме от 17 августа 1790 года: "Пусть дети Авраамовы, поселившиеся на нашей земле, приумножат свои заслуги и смогут насладиться доброжелательностью остальных жителей. Все должны жить спокойно под своей виноградной лозой и смоковницей и не должно быть никого, кто заставит людей бояться".
В 1790 году приблизительно 2500 евреев в Америке столкнулись с рядом законодательных ограничений в различных государствах, которые препятствовали нехристианам занимать государственные должности и участвовать в голосовании, но такие штаты как Делавэр, Пенсильвания, Южная Каролина и Джорджия вскоре устранили эти барьеры. Сефарды стали более активны после достижения «политического равенства в пяти государствах, в которых они были наиболее многочисленны» (девяностые годы XVIII века). Однако преграды продолжали существовать в течение многих десятилетий в штатах Род-Айленд (1842 г.), Северная Каролина (1868 г.) и Нью-Гемпшир (1877 г.).
Евреев в XVII — XVIII веках в Америке было очень мало. Антиеврейские инциденты в то время были крайне редки и стать значительным социальным или политическим явлением не могли. Эволюция от веротерпимости до полного гражданского и политического равенства, которая последовала за американской революцией, способствовала тому, что антисемитизм в Штатах не получил такого распространения, как в Европе.

## XIX век

### Рост и укрепление еврейской общины
После традиционного религиозного и культурного обучения еврейские жители в Соединённых Штатах начали организовывать свои общины в начале XIX века. В 1801 году был открыт еврейский детский дом в Чарльстоне, (Южная Каролина), и в 1806 году первая еврейская школа в Нью-Йорке. В 1843 году создается первая национальная светская еврейская организация в Соединённых Штатах.
В истории Техаса евреи сыграли значительную роль, хотя испанское население Техаса не приветствовало легко идентифицируемых евреев. Евреи сражались в армиях Революции Техаса 1836 года, некоторые в Голиаде, другие в Сан-Хасинто. Доктор Альберт Леви стал хирургом революционных техасских сил в 1835 году, участвовал в захвате Бексар и поступил на слжбу в Военно-морской флот Техаса в следующем году.
К 1840 году евреи среднего класса составляли крохотное, но тем не менее стабильное меньшинство — около 15 тысяч из 17 миллионов американцев, согласно переписи населения США. Евреи часто вступали в брак с неевреями, продолжая тенденцию, которая началась, по крайней мере, на столетие раньше. Однако, поскольку к 1848 году продолжающаяся иммиграция увеличила еврейское население до 50 000 человек, негативные стереотипы евреев в газетах, литературе, драматургии, искусстве и массовой культуре становились все более обычным явлением, и физические нападения стали все более частыми.
В XIX веке (особенно в 1840-е и 1850-е годы) еврейская иммиграция состояла в основном из ашкеназских евреев из Германии, в результате чего увеличилось либеральное, образованное население. В течение XIX века в Соединённых Штатах немецкими иммигрантами были созданы две основные ветви иудаизма: реформистский иудаизм (из немецкого реформистского иудаизма) и консервативный иудаизм, как реакция на либеральность реформистского иудаизма.

### Гражданская война
Во время американской гражданской войны около 3000 евреев (из 150 000 евреев, проживающих тогда в Соединённых Штатах) воевали на стороне Конфедерации и 7000 — на стороне Союза. Евреи также занимали ведущие посты с обеих сторон. Девять еврейских генералов служили в армии Союза, наиболее заметными среди них были бригадные генералы Эдуард Соломон (который получил свое звание в возрасте 29 лет) и Фредерик Нефкер. Двадцать один еврейский полковник боролся за Союз. В их числе М. Спигель из Огайо и Макс Фридман, который командовал 65-м полком в Пенсильвании, 5-й Конницей, известной как драгуны Кэмерона, имевшего значительное число немецких еврейских иммигрантов из Филадельфии. Несколько десятков еврейских офицеров проявили себя как борцы за Конфедерацию. Прежде всего, это полковник Авраам Чарльз Майерс. Джуда Бенджамин служил Государственным секретарём и исполнял обязанности военного министра Конфедерации.
Несколько еврейских банкиров сыграли ключевую роль в обеспечении государственного финансирования обеих сторон, участвующих в гражданской войне: Шпейер и семья Селигмана оплачивали действия Союза, а Эмиль Эрлэнджер и Компания — Конфедерацию.

### Участие в политике
В декабре 1862 года генерал-майор Улисс Грант, разозлившись на незаконную торговлю контрабандным хлопком, издал приказ № 11 о высылке всех евреев из районов, находящихся под его контролем в западной части штатов Теннесси, Миссисипи и Кентукки:
«Евреев как класс, нарушающий все правила торговли, установленные Министерством финансов, изгнать … в течение двадцати четырёх часов с момента получения этого приказа».
Евреи обратились с жалобой к президенту Аврааму Линкольну, который тут же приказал генералу Гранту отменить приказ. Сарна отмечает, что это послужило началом «всплеска различных форм антисемитской деятельности» в то время. Сарна, однако, приходит к выводу о том, что долгосрочные последствия оказались весьма благоприятными для евреев:
Евреи осознали, что они могут бороться против фанатизма и победить — даже против знаменитого генерала. Победа заметно усилила еврейскую общину и увеличила их уверенность в себе. Успех подтвердил, что необходима активная политика, основанная на требованиях равенства, согласно американскому праву и ценностям, опирающаяся при этом на помощь государственных должностных лиц по борьбе с предрассудками и защите прав еврейского меньшинства.
Грант очень пожалел о своем поступке и публично извинился за это. Когда он стал президентом в 1869 году, он решил загладить свою вину. Сарна утверждает:
«Желая доказать, что он выше предрассудков, Грант назначает на государственные должности больше евреев, чем любой из его предшественников и, во имя прав человека, он увеличил беспрецедентную поддержку преследуемых евреев в России и Румынии. Снова и снова отчасти в результате изменённого видения и расширения понятия „американец“ и отчасти для того чтобы загладить впечатление от приказа № 11, Грант сознательно работает, желая помочь евреям обеспечить их равенство … Грант отклоняет обращения к „христианской нации“ и принимает евреев как часть Америки. Во время его правления евреи достигли определённого статуса, антисемитские предрассудки уменьшились, и евреи оптимистично стали смотреть в будущее, для которого характерны равные права человека и межконфессиональное сотрудничество».
Евреи организовывают политическую группу в Соединённых Штатах, особенно в ответ на реакцию Соединённых Штатов в 1840 году на Кровавый навет в Дамаске. Первый еврейский член Палаты представителей США Льюис Чарльз Левин и сенатор Дэвид Леви Юли были избраны в 1845 году. Официальный правительственный антисемитизм продолжался, однако, в 1877 году в Нью-Гемпшире было внесено предложение о необходимости равенства евреев и католиков.

### Банковское дело
В середине XIX века несколько немецких евреев основали инвестиционно-банковские фирмы, которые впоследствии стали опорой промышленности. Большинство известных еврейских банков в Соединённых Штатах были инвестиционными, а не коммерческими. Крупнейшие банки — это банк Гольдман — Сэйч (основан Сэмюэлем Сэйч и Гольдманом), Кун Леб (основан Соломоном Леб и Джекобом H. Шиф), Леман — Брозер (основан Генри Леманом и Соломоном Брозером) и Бейч (основан Жюлем Бейчем). Банковские операции семьи Селигман в конце 1860-х годов в Нью-Йорке, Сент-Луисе, Филадельфии, а также за пределами США во Франкфурте, Лондоне и Париже дали европейским инвесторам возможность действовать на территории Америки, покупать ценные бумаги и железнодорожные облигации. К 1880 году фирма финансировала усилия французского правительства по созданию Панамского канала. К 1890-м годам семья Селигман становится андеррайтером ценных бумаг для вновь образованных трестов; принимает участие в выпусках акций и облигаций железнодорожных компаний по вопросам сталелитейной промышленности, инвестирует свои капиталы в Россию и Перу, а также в судостроение, возведение мостов, горнодобывающую промышленность США. В 1910 году Уильям Дюрант дал контроль над своей компанией Селигману и Ли, Хиггинсону и К в обмен на подписание контрактов на 15 миллионов долларов.
После смерти Джейкоба Шиффа в 1921 году многие банки, созданные представителями немецко-еврейской общины, начали терять еврейский характер. Евреи перестали играть столь существенную роль в управлении капиталом. К 1930 году еврейское присутствие в частных инвестиционно-банковских услугах резко уменьшилось.

### Поселения на Западном побережье
Немецкие евреи поселились в небольших городах по всей территории Юга и Запада. После Калифорнийской золотой лихорадки 1849 года немецкие евреи обосновались на Западном побережье, с крупными поселениями в Портленде, штат Орегон; Сиэтл, Вашингтон; и особенно в Сан-Франциско, который стал вторым по величине еврейским городом в стране.
Эйзенберг, Кан и Тол (2009) подчеркивают творческую свободу, которую евреи нашли в западном обществе, не обременяющем их традициями прошлого и открывшим новые возможности для развития предпринимательства, благотворительности и гражданского лидерства. Многочисленные предприниматели открыли магазины в Сан-Франциско для обслуживания горнодобывающей промышленности. Самой популярной становится профессия продавца, евреи становятся владельцами множества небольших производств, принимают активное участие в розничной торговле.
Леви Стросс (1829—1902) начал как оптовый торговец одеждой и постельными принадлежностями. В 1873 г. он представил первые синие джинсы, предлагая их как удобную одежду для шахтёров, а также для неофициального городского использования. Многие еврейские активисты принимают участие в муниципальной и государственной политике, побеждают на выборах в государственные органы. Они создают новые реформы и обычно почти не оказывают поддержки сионизму вплоть до 1940-х годов.

## XX век
В XX веке столичный Лос-Анджелес стал вторым по величине еврейским городом в Соединённых Штатах. Наиболее заметным стало появление новичков в Голливуде, где еврейские производители — доминирующая сила в киноиндустрии 1920-х и 1930-х годов.

### Иммиграция евреев из Центральной и Восточной Европы
Ни один из предыдущих миграционных потоков не сыграл такого значения, как появление здесь сотен тысяч евреев из России и соседних с ней стран. В течение двух последних десятилетий девятнадцатого века и первой четверти двадцатого века произошла массовая эмиграция еврейского народов из Восточной и Южной Европы в Америку. Из 2 800 000 еврейских европейцев, иммигрировавших в Соединённые Штаты, 94 % прибыли из Восточной Европы. Эта эмиграция, состоящая в основном из диаспор Польши и различных областей Российской империи, началась в 1821 году. Она не была особенно заметной, пока немецкая иммиграция не уменьшилась в 1870. Почти 50 000 русских, польских и румынских евреев прибыли в Соединённые Штаты в течение следующего десятилетия. Это был результат погромов и антиеврейских выступлений в России. В начале 1880-х годов иммиграция из этой страны приняла угрожающие масштабы. И если среднегодовой показатель в 1871—1880 годы был 4100 человек, то в 1881—1890 годах он поднялся до 20 700 евреев ежегодно. Антисемитизм и официальное преследование в сочетании со стремлением к экономической свободе и открывшимися новыми возможностями мотивировали постоянный поток еврейских иммигрантов из России и Центральной Европы на протяжении XIX века.

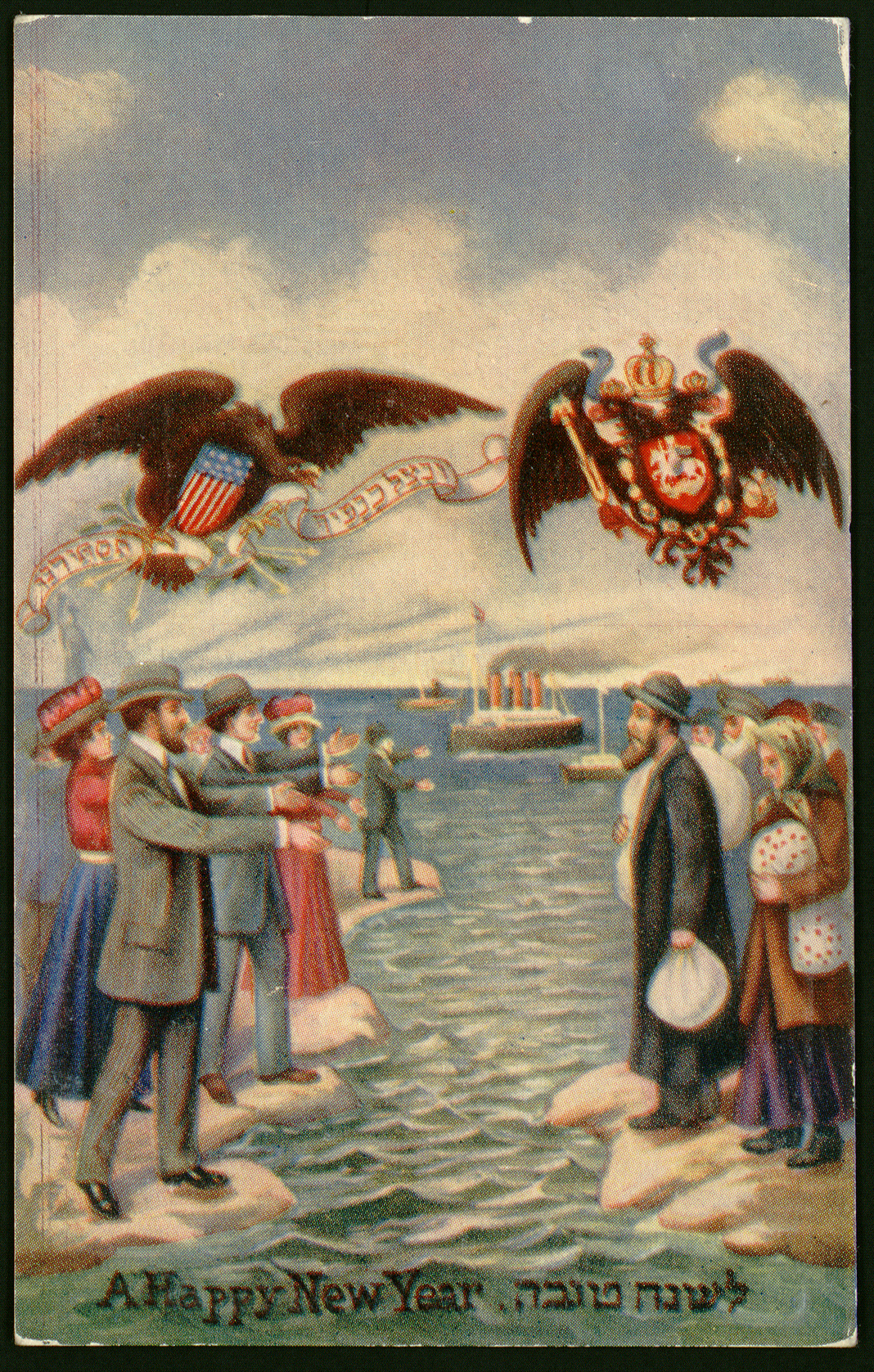
Открытка на Рош Ха-Шана начала 1900-х годов, изображающая эмиграцию российских евреев в США

Охватившие в начале XX века Россию погромы заставили большое число евреев искать убежище в США. Большинство иммигрантов прибывали на Восточном побережье, но многие, воспользовавшись Галвестонским движением, обосновались в Техасе, а также на территории западных штатов и территорий. В 1915 году тираж ежедневных газет на идиш только в Нью-Йорке составил полмиллиона, плюс 600 000 газет расходилось по остальной части страны. Кроме того, существовали многочисленные еженедельные газеты и журналы на идиш. В 1920-е годы в Голливуд переехал идишский театр, который быстро завоевал популярность и стал учебной базой для исполнителей.
К 1924 году два миллиона евреев прибыли из Центральной и Восточной Европы. Рост анти-иммиграционных настроений в Соединённых Штатах в это время привел к квоте 1924 года, по которой строго ограничивалась иммиграция из многих регионов, включая Восточную Европу. Еврейская община взяла на себя ведущую роль в противостоянии иммиграционным ограничениям. Ограничения оставались в силе до 1965 года.

### Прогрессивное движение
С притоком евреев из Центральной и Восточной Европы многие члены еврейской общины были вовлечены в социалистические движения. А многочисленные еврейские газеты очень часто имели социалистическую ориентацию. Левые организации, такие как Кружок Рабочих и Братский орден еврейского народа играли важную роль в жизни еврейской общины до Второй мировой войны.
Еврейские американцы были не просто вовлечены почти в каждое важное общественное движение, они находились в авангарде таких проблем как права рабочих, гражданские права, права женщин, свобода вероисповедания, движение за мир.

### Филантропия
С 1820-х годов филантропия является основой деятельности американской еврейской общины. В большинстве городов филантропические организации становятся центром еврейской общины, их деятельность высоко ценится. Сегодня большая часть денег идет в Израиль, а также на помощь больным и получение высшего образования; ранее эти средства шли бедным евреям. Это означало, что в 1880—1930 годы богатые немецкие евреи-реформисты субсидировали вновь прибывших бедных ортодоксов, и помогали их американизации, стараясь устранить культурный разрыв. Это сближение давало возможность евреям успешно участвовать в политических дебатах по ограничению иммиграции в 1900—1930 годы. Евреи были главными и постоянными противниками ограничений, но не смогли их остановить в 1924 году, тем самым не смогли защитить большинство беженцев от Гитлера в 1930-е годы.

### Рост благосостояния евреев в XX веке
В течение XX века большая часть евреев в Америке присоединилась к среднему классу. К концу XX века значительно выросло число богатых.
В 1983 году экономист Томас Сауэлл из Стэнфордского университета писал: «В США еврейские семейные доходы в среднем на 72 % выше доходов любой крупной этнической группы». Сауэлл указывает, что члены Епископальной церкви также испытали подобное процветание, но «социальное и экономическое расстояние, преодоленное в относительно короткий промежуток времени» делает еврейский опыт в Америке уникальным.
Джеральд Крефец отмечает процветание, которое наблюдается у евреев в Соединённых Штатах после эмиграции из Европы в XIX и XX веках. Он объясняет их успех «знакомством с правилами торговли и обмена, участием в городской жизни, знанием прав собственности… и накоплением средств для будущих инвестиций».
Историк Эдвард Шапиро приводит опросы журнала «Форбс», начиная с 1980-х годов, которые показали, что из 400 самых богатых американцев более 100 были евреями. Это в девять раз больше процентной численности еврейского населения. Шапиро также оценивает, что более 30 % американских миллиардеров — евреи. Он цитирует «Финансовый мир» за 1986 год, в котором в списке 100 самых богатых людей в 1985 году «половина были евреями», в том числе Джордж Сорос, Эшер Эдельман, Майкл Милкен и Иван Боеский.
Джеральд Крефец пишет: «… американские евреи постоянно боролись за финансовую независимость. Как группа, евреи достигли более высокого уровня жизни и смогли заработать больше денег, чем любая другая религиозная группа в Соединённых Штатах. Евреи являются самыми богатыми из богатых».

## Суд Линча над Лео Франком
В 1913 году еврейский руководитель предприятия в Атланте Лео Франк был осужден за убийство Мэри Фэгэн, 13-летней христианской девочки, работавшей на его предприятии. Франк был приговорен к смерти.
В ответ на нападения на евреев, в октябре 1913 года Зигмунд Ливингстон основал Антидиффамационную лигу (ADL) под эгидой Бнай Брит. Дело Лео Франка было упомянуто Адольфом Краусом, когда он объявил о создании АДЛ, но не было причиной основания группы. ADL стала ведущей еврейской группой борьбы с антисемитизмом в Соединённых Штатах.
В 1915 году губернатор Джорджии Слейтон заменил смертный приговор Франку пожизненным заключением. Возмущенная толпа похитила Франка из тюрьмы и линчевала его.
25 ноября 1915 года, через два месяца после того, как Франка линчевали, группа во главе с Уильямом Дж. Симмонсом сожгла крест на вершине Стоун-Маунтина, открыв возрождение Ку-клукс-клана. В мероприятии приняли участие 15 учредителей и оставшиеся в живых представители Клана. Они распространяли мнение, что анархисты, коммунисты и евреи способствуют подрыву американских ценностей и идеалов.

## Первая мировая война
Симпатии американских евреев были на стороне прибывших недавно евреев, говорящих на идиш, склонных к сионизму. В 1914—1916 годах еврейское население выступало за вступление США в войну. Многие рассматривали Великобританию как страну, враждебную еврейским интересам. Нью-Йорк, насчитывающий 1,5 миллиона евреев, стал центром антивоенной активности.
Наибольшее беспокойство евреев вызывал царский режим в России, потому что он был печально известен своими погромами и антисемитской политикой. Историк Иосиф Раппопорт, изучающий прессу на идиш во время войны, писал: «Прогерманизм евреев Америки был неизбежным последствием их русофобии». Падение царского режима в марте 1917 г. убрало главное препятствие для многих евреев, которые отказались поддержать царизм. Левая оппозиция войне в значительной степени разрушилась, когда сионисты увидели возможность использовать войну для образования еврейского государства.
250 000 евреев, которые служили в американской армии во время Первой мировой войны, составляли примерно 5 % американских вооруженных сил, в то время как евреи составляли только 3 % населения в целом.

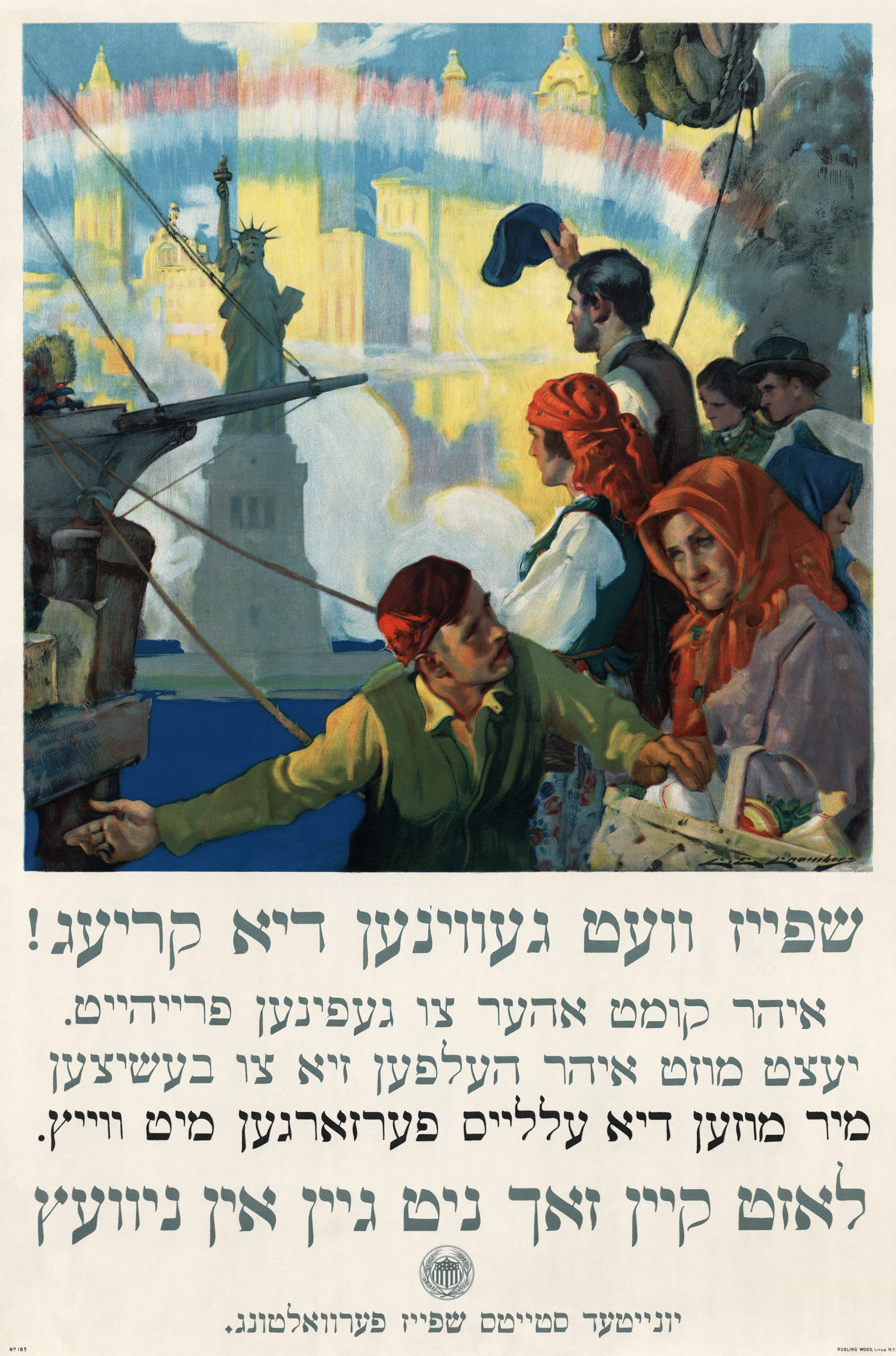
Плакат 1917 года с надписью на идиш: «Еда позволит выиграть войну — Вы прибыли сюда в поисках свободы, теперь вы должны помочь её сохранить — Мука нужна союзникам ничего не тратьте впустую».

С 1914 года американская еврейская община мобилизовала все свои ресурсы для оказания помощи жертвам войны в Европе. Подобное объединение ранее не было замечено. Различные фракции американской еврейской общины — местные уроженцы и иммигранты, реформисты, ортодоксы, светские и религиозные объединились, чтобы сформировать организацию, известную впоследствии как Джойнт. Американские евреи собрали 63 миллиона долларов в фонды помощи в годы войны и стали активнее интересоваться жизнью европейских евреев.

## 1930-е годы
Дэвид Гербер описывает середину и конец 1930-х годов как период, для которого характерен «квази-фашистский» и антикоммунистический антисемитизм. Население обвиняло евреев в Великой депрессии и международных кризисах в Европе.

## Беженцы из нацистской Германии
В последующие годы до и во время Второй мировой войны Конгресс Соединённых Штатов, администрация Рузвельта и общественное мнение выражали обеспокоенность по поводу судьбы евреев в Европе, но последовательно отказывались разрешить еврейским беженцам крупномасштабную иммиграцию.
В докладе, опубликованном Государственным департаментом, заместитель государственного секретаря Стюарт Эйзенштат отметил, что Соединённые Штаты приняли только 21 000 беженцев из Европы и несущественно подняли или даже оставили прежними свои ограничительные квоты, принимая гораздо меньше евреев на душу населения, чем многие из нейтральных европейских стран. В абсолютном выражении число принятых евреев в Америке было меньше, чем в Швейцарии.
По словам Дэвида Ваймана, «Соединенные Штаты и их союзники не пытались сделать почти ничего, чтобы спасти евреев.»
Оппозиционное отношение США к иммиграции в конце 1930-х годов было вызвано серьёзным экономическим давлением, высоким уровнем безработицы и разочарованием в собственных идеалах. Отказ США поддержать именно еврейскую иммиграцию основывался и на антисемитизме, который увеличился в конце 1930-х годов, продолжив свой рост в 1940-х годах. Он был важной составной частью отношения Америки к еврейским беженцам.

## Вторая мировая война и Холокост

### Политика США в период Второй мировой войны
В мае 1939 года из Германии прибыл корабль Сент-Луис» с 936 беженцами (в основном это были немецкие евреи). 4 июня 1939 года по приказу президента Рузвельта им было также отказано в разрешении на выгрузку. Первоначально Рузвельт был готов принять часть прибывших. Но Закон об иммиграции 1924 года, ограничивающий квоту, делал подобные действия незаконными. Кроме того, общественное мнение было категорически против высадки новых эмигрантов. Корабль вернулся в Европу.
Жесткая иммиграционная политика Соединённых Штатов не была изменена во время Холокоста, сведения о котором стали доходить до Соединённых Штатов в 1941 и 1942 годах. Было подсчитано, что 190 000—200 000 евреев могли быть спасены во время Второй мировой войны, если бы не было бюрократических препятствий на пути иммиграции, намеренно созданных Брекинриджем Лонгом и др.
Убежище европейского еврейского населения не стало приоритетом для США во время войны, а американская еврейская община не осознала в тот период всей тяжести Холокоста.

### Холокост
Во время Второй мировой войны американская еврейская община была глубоко разделена и не смогла сформировать единого фронта. Большинство восточноевропейских евреев одобряло сионизм, видя в нём единственное решение для возможности возвращения на историческую родину; это отвлекло их внимание от ужасов в нацистской Германии. Немецкие евреи были крайне обеспокоены процветающим в Германии нацизмом, но сторонники сионизма отнеслись к их страхам пренебрежительно. Многие лидеры больше боялись антисемитской негативной реакции внутри США. В дальнейшем произошло внезапное изменение отношения к войне большинства (но не всех) еврейских лидеров сионизма.
Холокост был в значительной степени проигнорирован американскими СМИ. Этому способствовала антисионистская позиция Артура Хейс Сульцбергера, издателя «Нью-Йорк Таймса» во время Второй мировой войны. Сульцбергер был предан классическому реформистскому иудаизму, который определял иудаизм только как религиозную веру. Он настоял, чтобы американцы видели в европейских евреях часть общей проблемы беженцев и не отделяли евреев от остальных групп населения. Как издатель самой влиятельной национальной газеты « Нью-Йорк Таймс», он разрешил опубликовать лишь несколько редакционных статей о уничтожении евреев во время войны. Он поддерживал антисионистский Американский совет по иудаизму. Даже после того, как стало известно, что нацисты беспощадно уничтожают евреев, Сульцбергер считал, что беженцы всех национальностей одинаково пострадали. Он выступал против создания Израиля. По сути дела, он уменьшил огромное потенциальное влияние «Нью- Йорк Таймс», стараясь не заострять внимание на вопросах, вызывающих озабоченность в отношении евреев, всячески замалчивая истории о зверствах нацистов. Со временем он всё больше укреплял американскую еврейскую общину во мнении, что несмотря на очевидные недостатки американской демократии с его точки зрения не следует признавать евреев как народ.
Евреи не только владели несколькими престижными газетами, они имели существенное присутствие в Голливуде и на радио. Голливудские фильмы и радио с некоторыми исключениями избежали сомнений по вопросу нацистских преследований евреев Европы до Перл-Харбора. Еврейские руководители студии боялись обвинений в защите евреев, делая фильмы на явно антифашистские темы. На самом деле, они оказались под давлением таких организаций, как Антидиффамационная Лига и национальных еврейских лидеров. Они боялись, чтобы американские евреи пострадали от антисемитской негативной реакции.
Несмотря на сильное общественное давление, были, наоборот, люди, призывающие правительство США помогать жертвам нацистского геноцида. В 1943 году раввины в Вашингтоне попытались привлечь внимание к бедственному положению жертв Холокоста. Через неделю сенатор Уильям Уоррен Барбур (Нью-Джерси), один из немногих политиков, которые встретились с раввинами в нескольких шагах от Капитолия США, предложил законопроект, который позволил бы больше, чем 100 тысячам жертв Холокоста эмигрировать временно в Соединённые Штаты. Барбур умер через шесть недель после вынесения законопроекта на рассмотрение, в результате предложение было отклонено. Параллельно конгрессмен Самуэль Дикштайн представил законопроект в Палату представителей США (Нью-Йорк). Он также остался на бумаге.

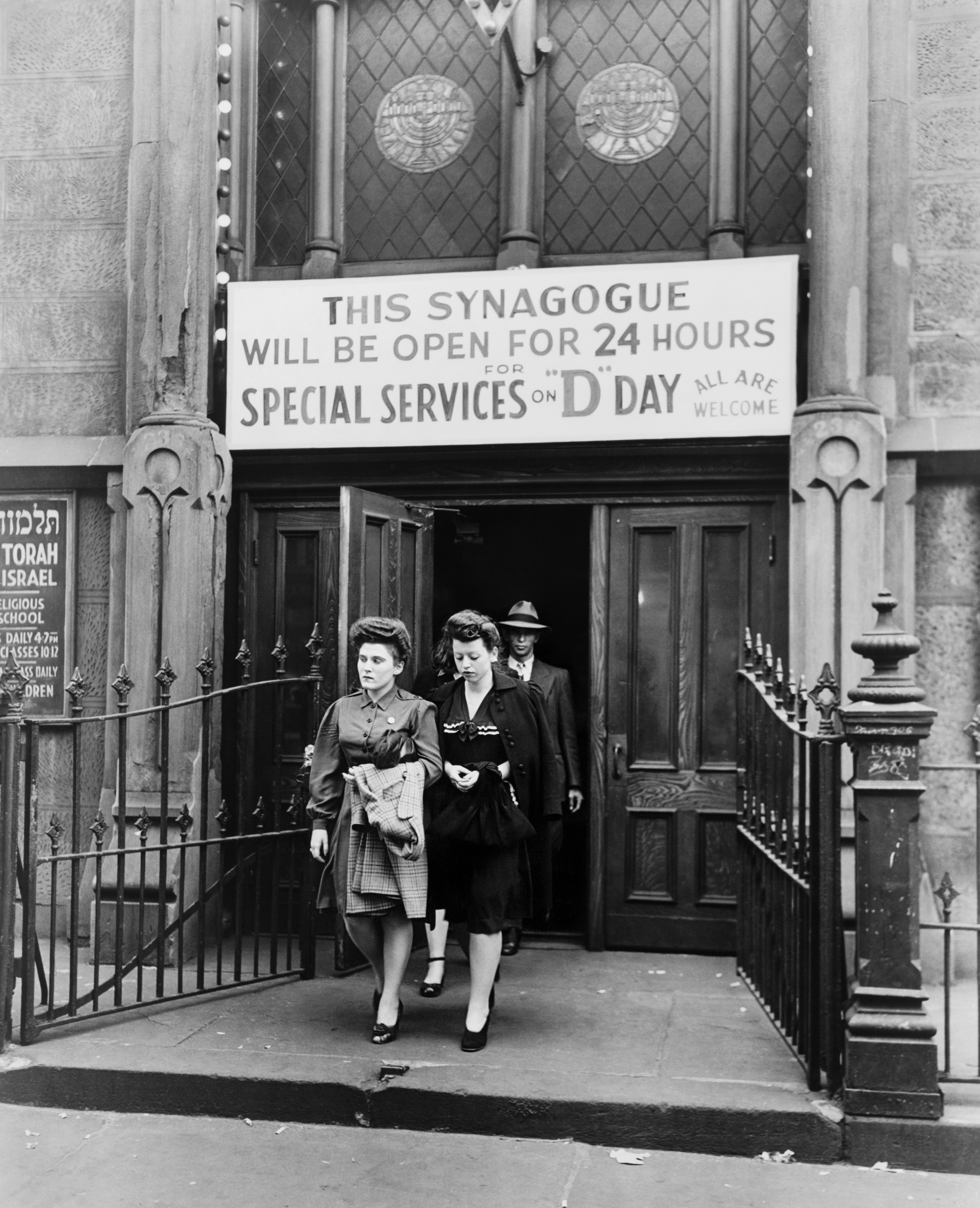
Синагога на Тридцать третьей улице в Нью-Йорке в день высадки американцев в Нормандии работала 24 часа для специальных служб и молитв.

За годы Холокоста менее 30 000 евреев в год бежали в  Штаты, некоторые прошения были отклонены из-за иммиграционной политики. США не изменило свою иммиграционную политику до 1948 г. В настоящее время обязательное изучение Холокоста в школах введено в пяти штатах.

### Последствия Холокоста
Холокост оказал глубокое влияние на евреев в Соединённых Штатах, особенно после 1960 года, когда евреи попытались понять, что произошло. Помня уроки Холокоста, нужно было бороться и внимательнее смотреть в будущее. Авраам Джошуа Хешель резюмировал эту дилемму. «Пытаться объяснить это — значит, совершить богохульство. Израиль позволяет нам перенести муки Освенцима без радикального отчаяния, ощутить луч сияния Бога в джунглях истории».
Не пострадавшие от Холокоста Соединённые Штаты оказались после Второй мировой войны самым большим, самым богатым и здоровым центром иудаизма в мире. Небольшие еврейские общины все больше обращались к американским евреям за руководством и поддержкой.
Сразу после Второй мировой войны некоторые еврейские беженцы переселились в Соединённые Штаты. Ещё одна волна еврейских беженцев из арабских стран обосновалась в США после изгнания из своих родных стран.

## Создание государства Израиль
Государство Израиль с момента создания в 1948 году стало центром американской еврейской жизни и филантропии, а также символом, вокруг которого американские евреи объединились.

## Шестидневная война (июнь 1967 года)
Шестидневная война явилась поворотным моментом в жизни многих американских евреев шестидесятых годов. Парализующий страх перед «вторым Холокостом», и победа Израиля над арабскими армиями вызвал сильные эмоциональные отклики среди американских евреев. Их финансовая поддержка Израиля резко возросла в результате войны. Они стали чаще, чем когда-либо, принимать решение сделать Израиль своим постоянным домом.
Оживленные внутренние дебаты начались после Шестидневной войны. Американская еврейская община была разделена. Напряженность существовала особенно для левых евреев, создавалось столкновение между их либеральной идеологией и сионистской поддержкой внутри этого конфликта. Многочисленные рассуждения о Шестидневной войне показали всю глубину и сложность еврейских ответов на разнообразные события 1960-х годов.

## Гражданские права
Евреи были весьма заметными лидерами движения за гражданские права для всех американцев. Сеймур Сигель утверждает, что историческая борьба с предрассудками, с которыми сталкивается еврейский народ, привел к естественной симпатии любым людям, противостоящим дискриминации. Это принуждает евреев внимательнее рассматривать взаимоотношения населения и афроамериканцев. Джоаким Пинз, президент Американского еврейского Конгресса, выступая 28 августа 1963 года в Вашингтоне, отметил: «Тысячи из нас, евреев, с гордостью участвуют в этой великой демонстрации. Наша история и весь наш трудный опыт диктуют нам необходимость участия в подобных мероприятиях» Два года спустя Авраам Джошуа Хешель, выходец из еврейской теологической семинарии, прошёл в первом ряду марша Сельма-Монтгомери.
Все более активное участие евреев в движении за гражданские права вызвало некоторую напряженность в иудаизме. Раввин Бернард Винбергер, высказывая свою точку зрения, предупреждал, что «северные либеральные евреи» ставят под угрозу жизнь южных евреев, которые сталкиваются с проявлением враждебности от белых южан из-за своих северных коллег. Тем не менее, большинство известных евреев, участвующих в движении за гражданские права, борются против предрассудков. Несмотря на непропорциональное участие евреев в движении, отношения между афроамериканцами и евреями иногда остаются напряженными из-за их непосредственной близости и классовых различий. Разные уровни материального достатка особенно ярко проявляются в Нью-Йорке и других крупных городах.

## Исключительность
Большинство обсуждений американской исключительности относятся к нации в целом. Тем не менее, ведутся дискуссии о том, как американская исключительность отразилась на конкретных подгруппах, особенно на национальных меньшинствах. Ученые сравнивают преследование и исчезновение евреев в Европе и на Ближнем Востоке с весьма благоприятными условиями в Соединённых Штатах. Проводят дебаты, в какой мере американское отношение к евреям было уникальным в мировой истории, и насколько оно стало моделью плюрализма, по крайней мере, в отношении этой группы.

## Иммиграция из Советского Союза
Последняя большая волна иммиграции из Советского Союза началась после 1988 года, в ответ на политическое давление со стороны правительства США. После Шестидневной войны 1967 года и усиления либерализации в Восточной Европе в 1968 году советская политика была очень жесткой. Евреи были ограничены в возможности получения высшего образования и профессионального роста. Эта политика привела к появлению новой политической группы — отказников, главная цель которой стала эмиграция. Отказники (евреи, получившие отказ в выездной визе) привлекли к себе внимание Запада, особенно Соединённых Штатов. Они явились важным фактором, влияющим на экономические и торговые отношения между Соединёнными Штатами и Советским Союзом. Поправка Джексона 1975 года к Закону о Торговой Парламентской реформе связала предоставление статуса «наибольшего благоприятствования» с либерализацией советских законов об эмиграции.
Начиная с 1967 г. Советский Союз позволил некоторым еврейским гражданам уезжать на воссоединение семьи в Израиль. Из-за разрыва дипломатических отношений между Израилем и СССР большинство эмигрантов ехали через Вену (Австрия) или Будапешт (Венгрия), откуда их затем переправляли в Израиль. После 1976 года большинство эмигрантов, которые выезжали с израильскими визами, оставались в Вене и стремились поселиться на Западе. Некоторые американские еврейские организации помогали получать визы для переселения в Соединённые Штаты и другие страны. Однако Израиль препятствовал этому, пытаясь помешать советским еврейским эмигрантам вместо иммиграции в Израиль направиться в Соединённые Штаты. Израильские чиновники оказывали давление на американские еврейские организации, требуя отказывать в помощи российским евреям, которые хотели переселиться в Соединённые Штаты. Первоначально американские евреи сопротивлялись израильским усилиям. В соответствии с решением Михаила Горбачёва в конце 1980-х годов, которое разрешало свободную эмиграцию советским евреям, американская еврейская община договорилась о квоте для советских еврейских беженцев в США, в результате чего большинство советских еврейских эмигрантов поселилось в Израиле.
По количеству еврейского населения Соединённые Штаты уступают только Израилю. Согласно RINA, в США 350 000 евреев имеют российские корни. Благодаря эмиграции из России число еврейского населения в США выросло до 700 000. Приблизительно 100 000 ашкеназских и бухарских евреев иммигрировали в Соединённые Штаты.
Еврейское население концентрируется сегодня в крупных городах, в штате Флорида, а также в штатах на северо-востоке.

## Изменения еврейской жизни внутри страны

### Общие тенденции
В начале XXI века американские евреи продолжили укреплять свое материальное положение. Они широко представлены в бизнесе, науке и политике. Сорок процентов партнёров ведущих юридических фирм в Нью-Йорке и Вашингтоне являются евреями. Тридцать процентов Нобелевских американских лауреатов в науке и 37 процентов всех американских Нобелевских победителей — евреи.
С годами число американских евреев не увеличивается. Этому способствует все увеличивающаяся тенденция к заключению смешанных браков. Скорость роста еврейского населения остается на уровне 1960 года. По прогнозам специалистов, в будущем существует вероятность дальнейшего снижения численности евреев в США.

### Нэшвилл, Теннесси
Иудеи-реформисты, преимущественно немецкие евреи, стали крупнейшей и наиболее влиятельной еврейской общиной в Нэшвилле первой половины XX века; у них установились хорошие отношения с ортодоксами и консервативными конгрегациями. Часть немецких еврейских беженцев переселилась в Нэшвилл с 1935 по 1939 год, им помогли некоторые состоятельные семьи Нэшвилла. И ортодоксы, и консерваторы строили свои синагоги в пригороде, и к 1949 году вся еврейская община переместилась примерно на пять миль юго-западнее. Хотя тонкая социальная дискриминация существовала, евреи Нэшвилла пользовались уважением всего многочисленного сообщества. «Наблюдатель», еженедельная еврейская газета в Нэшвилле, пыталась найти компромисс между ассимиляцией и партикуляризмом, но после нескольких лет призывов к всеобщей солидарности, признала, что еврейской общине штата свойственны плюралистические настроения.

### Палм-Спрингс, Калифорния
Около 32 000 евреев проживают в районе Палм-Спрингс (сведения Объединённого еврейского конгресса). Всемирно известное сообщество курорта широко известно именами голливудских знаменитостей. Филадельфийский издатель Вальтер Анненберг открыл загородный клуб Тамариск в 1946 году, после полученного отказа в членстве загородного клуба в Лос-Анджелесе. Его связи с Голливудом и корпорациями помогли успеху нового клуба, способствовали желанию Анненберга позволить евреям и всем остальным людям, независимо от расы и религии, посещать заведение, сделать его одинаково доступным для всех.
Многие пожилые американские евреи с Восточного побережья и столичного района Лос-Анджелеса, уходя на пенсию, обосновываются в районах с теплым климатом, таких как долина Коачельи. Есть 12 еврейских мест отправления культа, в том числе еврейский общинный центр в Пальм-Дезерте, где, по оценкам, 20—25 процентов населения — евреи.

### Беверли-Хиллз, Калифорния
Приблизительно 20—25 процентов населения этого богатого пригорода Лос-Анджелеса — евреи. Около четверти членов Синайского Храма, известной синагоги в соседнем Вествуде, являются персидскими евреями.

### Майами
После 1945 года многие северо-восточные евреи переехали во Флориду, в основном в Майами, Майами-Бич и близлежащие города. Они обнаружили знакомые продукты, благоприятную для жизни погоду и основали более открытую, менее связанную традициями, общину, где за основу взят материализм, ориентированный на досуг, объединённый с развитым иудаизмом и уменьшенной дисциплинированностью. Религиозность многих выражается только в посещениях синагоги во время Рош ха-Шана и Йом-Кипура. В Южной Флориде взносы на душу населения в Объединённое еврейское общество и Еврейскую федерацию являются одними из самых низких в Соединённых Штатах.

### Принстон, Нью-Джерси
Развитие еврейской (особенно ортодоксальной) студенческой жизни в Принстонском университете быстро улучшалось с момента окончания Второй мировой войны, когда еврейские студенты были немногочисленны и изолированы. В 1958 году еврейских студентов было больше; они протестовали против системы отсутствия выбора еды для членов клуба. В 1961 году был создан дом Явне в качестве первой кошерной кухни Принстона. В 1971 году был открыт Стивенсон холл как университетский объект, борющийся за чистоту религии и кошерную еду. Инициатива еврейских студентов и администрации Принстона заслуживают похвалы за свое отношение к этому вопросу.

## Антисемитизм в Америке
Так как большинство евреев относятся к европеоидной расе и позиционируются как белые, неприязнь к евреям носит в себе скорее религиозную напряжённость, которая продолжала существовать в Соединённых Штатах, но многочисленные опросы показали, что отношение к евреям стало менее враждебным. В качестве примера смещения религиозной напряженности и уменьшения антисемитизма можно рассмотреть широко распространенные в 2010 году дебаты, которые вспыхнули по поводу строительства Исламского культурного центра и мечети в Нью-Йорке, недалеко от Всемирного торгового центра. Городские власти Нью-Йорка одобрили проект, но общественное мнение по всей стране было резко отрицательным. Опрос, проведенный в августе 2010 года, показал, что 13 процентов придерживаются неблагоприятных взглядов на евреев, 43 процента — на мусульман, 17 процентов плохо относятся к католикам и 29 процентов не испытывают положительных эмоций к мормонам. В противоположность этому, антисемитские настроения в Европе намного выше, и у них явная тенденция к росту.
Опубликованный в июле 2013 года отчет Антидиффамационной лиги обнаружил снижение на 14 процентов зарегистрированных актов антисемитизма в Соединённых Штатах. Аудит отчет 2012 года выявил 17 физических нападений, 470 случаев преследования или угроз, а также 440 случаев вандализма, целью которых были евреи и ненависть к ним.
В апреле 2014 года Антидиффамационная лига опубликовала новый аудит отчет антисемитских инцидентов, которые указали на снижение на 19 процентов (по сравнению с 2013 годом) антисемитских записей. Общее число антисемитских нападений на всей территории США было 751, в том числе 31 физическое нападение, 315 случаев вандализма и 405 случаев притеснения.
2014 год начался по меньшей мере с двух антисемитских инцидентов — появления изображений свастики в университетах. 1 апреля расист, бывший член Ку-клукс-клана, прибыл в еврейский центр Канзас-Сити и убил 3 человек, двое из которых направлялись в синагогу. После ареста подозреваемый кричал «Хайль Гитлер». Меньше чем через месяц свастика была обнаружена в Прайс Хилле, Цинциннати, на двери еврейского семейного дома. В мае 2014 года студенты Вассара, выступая за «справедливость борьбы» в Палестине опубликовали агитационный нацистский плакат времен Второй мировой войны. Плакат рисует евреев монстрами, которые пытаются уничтожить мир. Президент Вассар-колледжа Катарина Хилл осудила антисемитскую пропаганду..
В период операции «Нерушимая скала» антисемитские нападения участились. Часть атак была непосредственно связана с операцией. Появились изображения свастики, слово «Хамас» было обнаружено возле синагоги в Южной Флориде.
Ещё одна антисемитская тенденция — публикация антисемитских листовок с лозунгами, пришедшими из нацистской Германии. В августе 2014 г. антисемитские угрозы открыто звучали во время пропалестинского митинга в Чикаго. В эти же дни в Лос-Анджелесе еврейский владелец магазина получил рукописные листовки с предупреждением и свастикой. Ранее в этом году SJP в Паухипси опубликовал в своем твиттере антисемитскую картину, впервые опубликованную в Германии в 1944 г.
В сентябре 2014 года «Нью-Йорк Пост» опубликовала отчет полиции Нью-Йорка, который указал на рост (на 35 %) антисемитских инцидентов в городе, по сравнению с 2013 г. С другой стороны, доклад Комиссии округа Лос-Анджелес показал значительное снижение (на 48 процентов) антиеврейских преступлений в Лос-Анджелесе, по сравнению с 2013 г.
С октября 2014 года Антидиффамационная лига опубликовала отчет о антиизраильских настроениях на кампусе после операции «Нерушимая скала». В докладе подчеркивалось, что часто протесты и митинги против Израиля превращаются в антисемитские демонстрации.
Не всегда критика Израиля продиктована антисемитизмом. Тем не менее все чаще эта критика сопровождается антисемитскими мифами о еврейском мировом контроле и демоническим изображением израильтян. Антисемиты сравнивают израильтян с нацистами во время Холокоста.
В обзоре, опубликованном в феврале 2015 года Тринити Колледжем и Луи Д. Бранде Центром по правам человека, выяснилось, что 54 процента участников либо подвергались сами, либо были свидетелями антисемитских выпадов на их кампусе. Обзор был составлен на основе опроса 1157 студентов, идентифицирующих себя евреями, в 55 университетских городках по всей стране. Чаще всего, по данным опроса, были выпады, исходящие «от отдельного студента» (29 процентов). Кроме того, инциденты могли быть в клубах / обществах, на лекции /в классе, в студенческом союзе и т. д. Исследования, параллельно проведенные в Соединённом Королевстве, показали аналогичные результаты.
В апреле 2015 года Антидиффамационная лига опубликовала отчет за 2014 год. Согласно ему, в США в течение года было 912 антисемитских инцидентов. Это означает увеличение антисемитских выступлений на 21 процент по сравнению с 2013 годом, в котором было зафиксировано 751 сообщение. Большинство инцидентов (513) относятся к категории «Преследования, домогательства и угрозы». Результаты показали, что большая часть инцидентов вандализма произошла в общественном месте (35 %). И ещё один вывод аудита: во время операции «Нерушимая скала» наблюдался значительный всплеск числа антисемитских инцидентов. Как обычно, наиболее частые инциденты антисемитизма были отмечены в штатах, где сосредоточено более многочисленное еврейское население: Нью-Йорк — 231 инцидент, Калифорния — 184, Нью-Джерси — 107, Флорида — 70 инцидентов. Во всех этих штатах количество антисемитских инцидентов в 2014 году увеличилось по сравнению с предыдущим годом.